# Tenthredinoidea
Tenthredinoidea (лат.) — надсемейство пилильщиков из подотряда Сидячебрюхие отряда Перепончатокрылые насекомые. Более 7000 видов.

## Описание
Длина от 4 до 40 мм. Передние голени несут 2 шпоры на вершине. Жилка M на переднем крыле сливается с жилкой R или Rs около основания Rs. На заднем крае переднеспинки имеется сильная выемка. На голенях нет предвершинных шпор (кроме Agre).

## Значение
Травоядны, многие виды являются вредителями сельскохозяйственных и лесных культур. Например, рапсовый пилильщик (Athalia rosae L. =A. colibri Christ), сосновые и другие.

## Распространение
Распространены повсеместно. Наиболее богато представлены пилильщики в умеренных и северных широтах Голарктики, где по биомассе они сравнимы, а на севере значительно превосходят Lepidoptera.

## Палеонтология
Предковые формы, относящиеся к надсемейству, известны из верхней юры и раннего мела.

## Классификация
Некоторые энтомологи, например Расницын (Rasnitsyn, 2002) сем. Diprionidae рассматривает в составе Tenthredinidae.
- Tenthredinoidea
  - Argidae — 57 родов и более 880 видов (Zenarginae, Arginae, Trichorhachinae, Atomacerinae, Athermantinae, Erigleninae, Dielocorinae, Pachylotinae, Theminae, Sterictophorinae)
  - Blasticotomidae — 1 род и около 10 видов
  - Cimbicidae (Булавоусые пилильщики) — 22 рода и около 200 видов (Cimbicinae, Coryninae, Zaraeinae, Pachylostictinae)
  - Diprionidae (Сосновые пилильщики) — 12 родов и около 140 видов
  - †Electrotomidae Rasnitsyn, 1977 — 1 вид (Electrotoma)
  - Pergidae — 60 родов и более 430 видов (Philomastiginae, Perginae, Phylacteophaginae, Acordulecerinae, Paralypiinae, Styracotechyinae, Pteryperginae, Syzygoniinae, Lobocerinae, Pergulinae, Conocoxinae, Pterygophorinae, Euryinae, Perreyiinae)
  - Tenthredinidae (Настоящие пилильщики) — 414 родов и более 5500 видов (Allantinae — Blennocampinae — Heterarthrinae — Nematinae — Selandriinae — Susaninae — Tenthredininae)
  - †Xyelotomidae Rasnitsyn, 1968 — 10 родов и более 15 видов (Psudoxyela Rasnitsyn, 1968, Undatoma Rasnitsyn, 1977, Xyelocerus Rasnitsyn, 1968 , Xyelotoma Rasnitsyn, 1968)

## Личинки

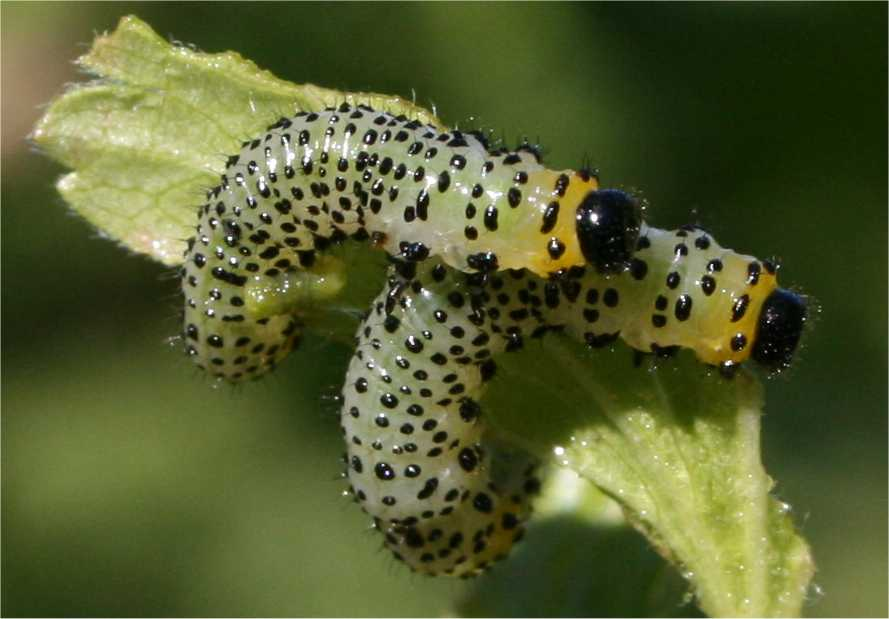
Личинки Nematus ribesii, Tenthredinidae

Пилильщики относятся к насекомым с полным метаморфозом. Личинки пилильщиков называют ложногусеницами, из-за внешнего сходства с гусеницами бабочек, от которых отличаются двумя признаками: (1) они имеют 6 и более пар ног на брюшке (у настоящих гусениц их 5 пар или менее), и (2) они имеют две стемматы (простые глазки) (у гусениц их 6).
Как правило, личинки травоядны, питаются на различных видах растений. Отдельные виды могут быть очень специфичны в выборе пищевых растений. Личинки могут минировать или скатывать листья, а также образовывать галлы.

## Фотогалерея

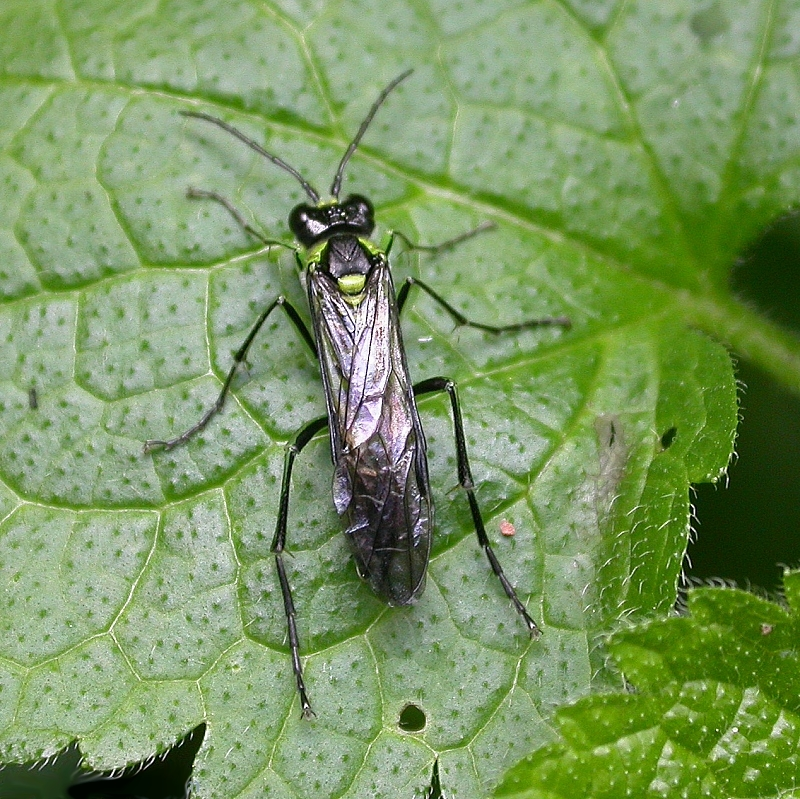
Пилильщик (Tenthredinidae)
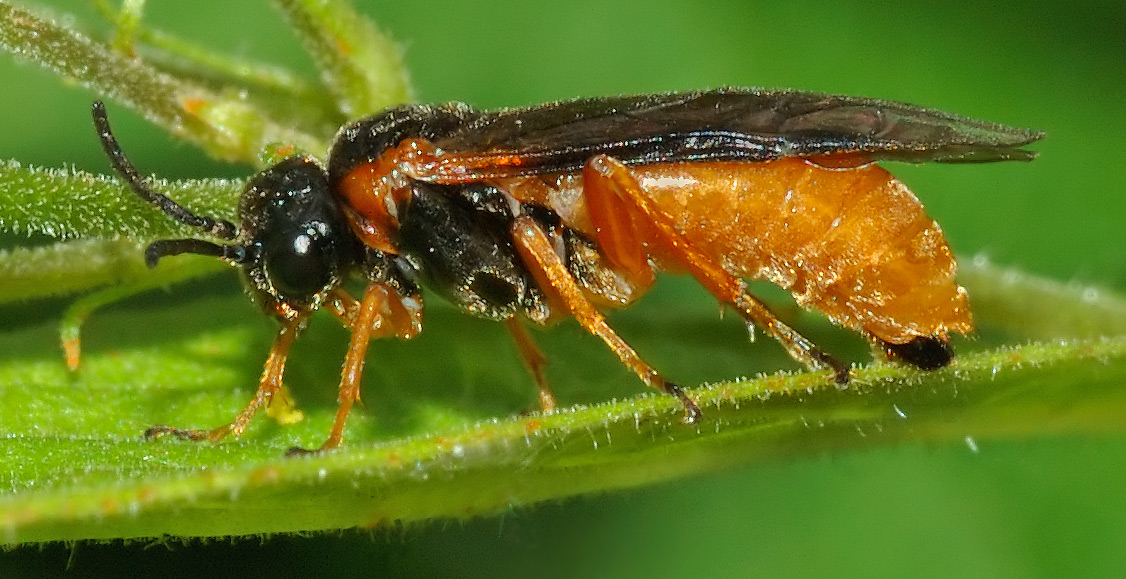
Tenthredinidae
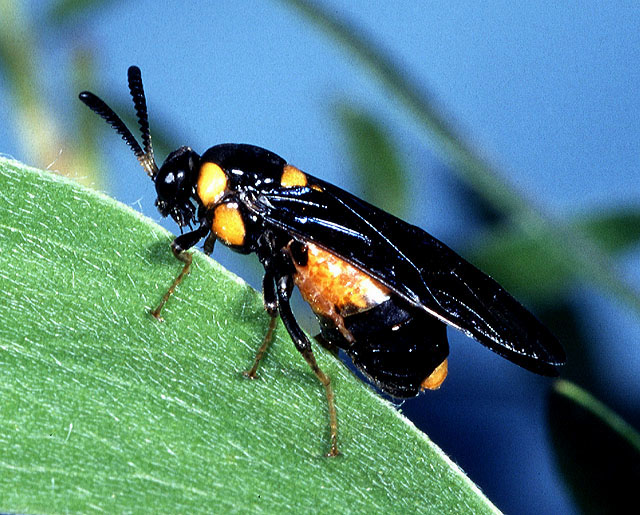
Melaleuca
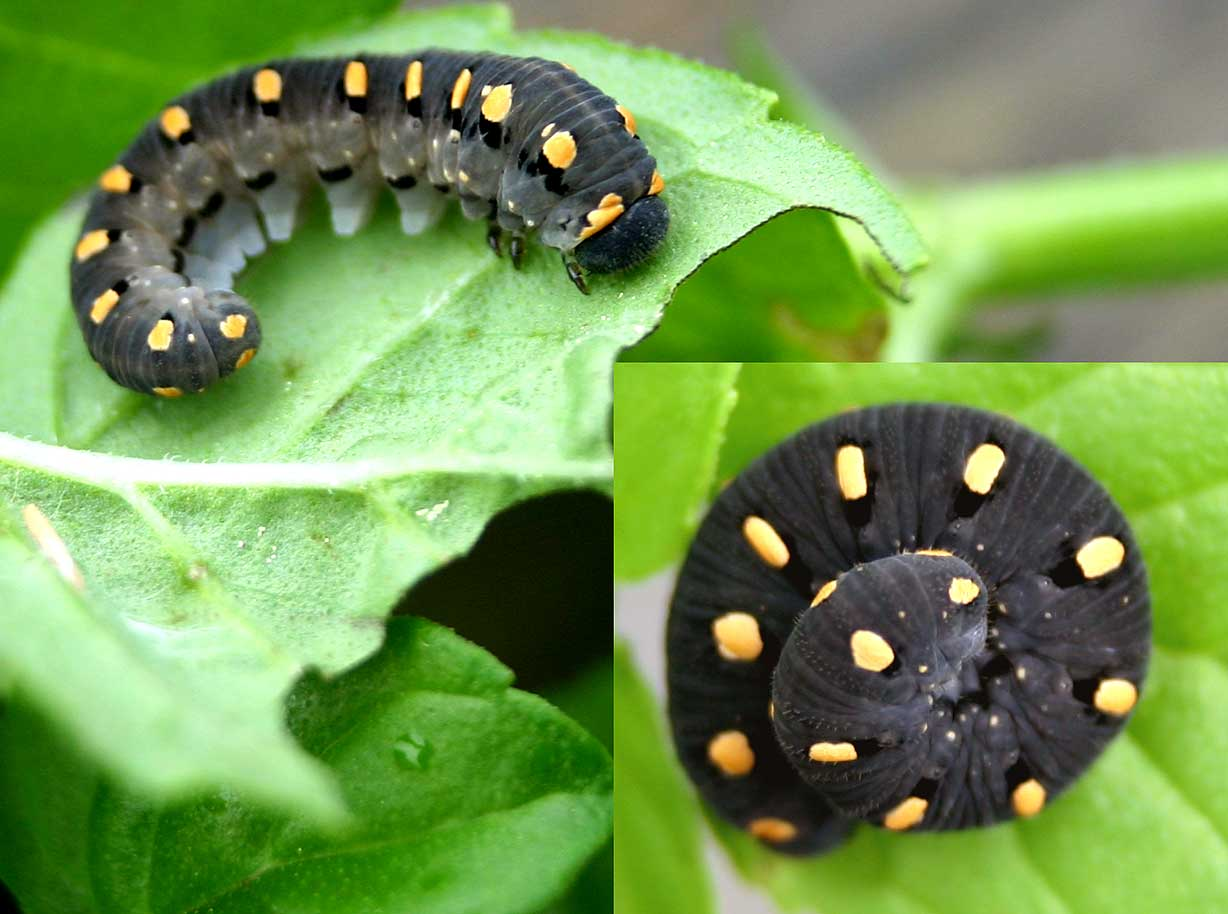
Личинки пилильщика Tenthredo marginella